# Калијано (Тренто)
Калијано (итал. Calliano) је насеље у Италији у округу Тренто, региону Трентино-Јужни Тирол.
Према процени из 2011. у насељу је живело 1510 становника. Насеље се налази на надморској висини од 191 м.

## Становништво
| 1931. | 1936. | 1951. | 1961. | 1971. | 1981. | 1991. | 2001. | 2011. |
| ----- | ----- | ----- | ----- | ----- | ----- | ----- | ----- | ----- |
| 930   | 837   | 883   | 934   | 1.003 | 1.019 | 957   | 1.097 | 1.611 |